# Chiloeches
Chiloeches es un municipio y localidad española de la provincia de Guadalajara, en la comunidad autónoma de Castilla-La Mancha. El término municipal cuenta con una población total de 4067 habitantes (INE 2024), distribuidos entre la localidad homónima y varias urbanizaciones.

## Toponimia
La procedencia del nombre de Chiloeches no es del todo clara, si bien algunos autores plantean la hipótesis de que el topónimo proceda del celta Sulovacte, el cual sería nombrado en mozárabe como Xiloeches, que significa "lugar de muy buenas aguas" (Su, prefijo superlativo, Lovacte, lugar de agua, manantial).
Otra teoría, que incluye también una raíz semejante a la toponimia de Loeches (Madrid), lo deriva directamente del mozárabe Saxis Albis, y de ahí Xixaluveches, que vendría a significar "piedras blancas", por el color de la sílice, presente en los montes de alrededor. Con esta teoría entronca la que explica que, como el topónimo de Chilches (Castellón), de Xilxes, significa "sílice". O con la que explica que, al igual que Chilches (Málaga), procede del topónimo latino Quercus, que significa "encina".
Una última teoría sostiene que el nombre es de origen vasco, significando "la casa de piedra". Un argumento a favor de esta tesis sería que otros pueblos de la zona también tendrían nombre vasco (Horche, Aranzueque, Escariche), remontándose a la repoblación de la zona.

## Símbolos
El escudo heráldico y la bandera que representan al municipio fueron aprobados oficialmente el 1 de febrero de 2002. El escudo se define por el siguiente blasón:

Escudo, de verde, una casa de plata, acompañada de tres abejas de oro, dos en el jefe y una en punta. Se timbra con la corona real de España.
Diario Oficial de Castilla-La Mancha nº 8 de 31 de enero de 1992

La descripción textual de la bandera es la siguiente:

Paño rectangular de proporciones 2:3, dividido verticalmente en tres porciones iguales, de color carmesí la que corresponde al asta, blanca la central y verde la del batiente. Lleva sobre la parte blanca el escudo de armas municipal timbrado.
Diario Oficial de Castilla-La Mancha nº 33 de 6 de mayo de 1992

## Geografía
La localidad está situada a una altitud de 786 m sobre el nivel del mar. Se ubica a unos 9 km de Guadalajara, la capital provincial.
| Noroeste: Cabanillas del Campo | Norte: Guadalajara           | Noreste: Guadalajara         |
| Oeste: Alovera                 |                              | Este: Guadalajara            |
| Suroeste: Azuqueca de Henares  | Sur: Los Santos de la Humosa | Sureste: Pozo de Guadalajara |

## Historia
A mediados del siglo XIX, el lugar contaba con una población censada de 1068 habitantes. La localidad aparece descrita en el séptimo volumen del Diccionario geográfico-estadístico-histórico de España y sus posesiones de Ultramar de Pascual Madoz de la siguiente manera:

CHILOECHES: v. con ayunt. en la prov. y part. jud. de Guadalajara (1 leg.), aud. terr. de Madrid (9), c. g. de Castilla la Nueva, dióc. de Toledo (15): sit. en un barranco, circunvalada de cerros en todas direcciones; le combaten los vientos N. y O.; goza de clima sano, y las enfermedades mas comunes son fiebres intermitentes y catarrales: tiene 210 casas; la de ayunt. con cárcel; un palacio propio de los marqueses del título de la misma v.; una posada pública; escuela de instruccion primaria concurrida por 70 alumnos á cargo de un maestro dotado con 1,500 rs.; dos fuentes de buenas aguas, una pública y otra de propiedad particular; una ermita (San José), y una igl. parr. (Sta. Eulalia de Mérida) servida por un teniente de cura que nombra el abad de la magistral de San Justo de Alcalá, á cuya dignidad está anejo el curato; el templo es un edificio gótico de bastante solidez, consta de 3 naves con 30 varas de long. en su interior, y 23 de lat.; hay 6 altares incluso el mayor dedicado á la titular, en el que se vé un tabernáculo para esponer á S. D. M.; una buena imagen de San Antonio y una efigie del Smo. Cristo de la Salud, considerada por los inteligentes como de mucho mérito, colocada en un altar bien adornado; debajo del presbiterio se encuentra una bóveda destinada á enterramiento de los señores de la v.; el cementerio público se halla sit. al O. en posicion que no ofende la salud. térm.: confina N. Guadalajara; E. Lupiana; S. Valdarachas y el Pozo, y O. Azuqueca: dentro de esta circunferencia se encuentran varias fuentes, las ermitas de San Blas, San Roque y la Soledad; el cas. de Albolleque con el desp. de su mismo nombre, y el de la Celada; del primero se conserva la pila bautismal, de piedra labrada y muy bonita; y en el de Celada existe aun el lienzo de pared de la igl. donde se hallaba el coro: el terreno participa de llano y escabroso, en lo general es de regular calidad con algunas barranqueras y cañadas de tierra fuerte y de mucha miga; le fertiliza en parte el r. Henares que divide el térm. del de Azuqueca, y facilita su paso una barca, propia de Chiloeches, por el punto inmediato al cas. de Acequilla. caminos, los que dirigen á los pueblos limítrofes; todos de herradura y en mediano estado. correo: se recibe y despacha en la adm. de Guadalajara por un cartero, pagado de los fondos públicos. prod.: trigo, cebada, centeno, avena, vino, aceite, garbanzos, yeros, patatas, melones, habas y otras hortalizas, yerbas de pasto, leñas de combustible, algunas maderas de olmo útiles para construccion y aperos de labor, y abundancia de esparto; se cria ganado lanar churro y las caballerias necesarias para la labranza; hay caza de conejos, liebres y perdices; pesca de barbos. ind.: la agrícola, un molino aceitero, algunos de los oficios y artes mecánicas mas indispensables, y la fabricacion de estera, á la que se dedican muchos vec. en particular las mujeres y muchachos. comercio: esportacion de frutos sobrantes y estera, é importacion de los art. que faltan; hay 4 tiendas de lencería, quincalla y comestibles, y tiene concedida para el 15 de abril una feria que no se celebra. pobl.: 279 vec., 1,068 alm. cap. prod.: 2.993,335 rs. imp. : 311,200 rs. contr.: 18,892. presupuesto municipal: de 10 a 12,000 rs.; se cubre parte con los fondos de propios, y el resto por reparto vecinal.
(Madoz, 1847, p. 325)

## Demografía
Chiloeches cuenta con una población de 4067 habitantes (INE 2024).
| Gráfica de evolución demográfica de Chiloeches entre 1842 y 2021                                                    |
| |
| Población de derecho según los censos de población del INE Población de hecho según los censos de población del INE |

En 2019 contaba con una población de 3579 habitantes, repartidos entre Chiloeches (1748 hab.), Albolleque (4 hab.), El Clavín (122 hab.), La Celada (513 hab.), El Mapa (547 hab.), Monte de los Santos (645 hab.) y el despoblado de Casasola.

## Patrimonio

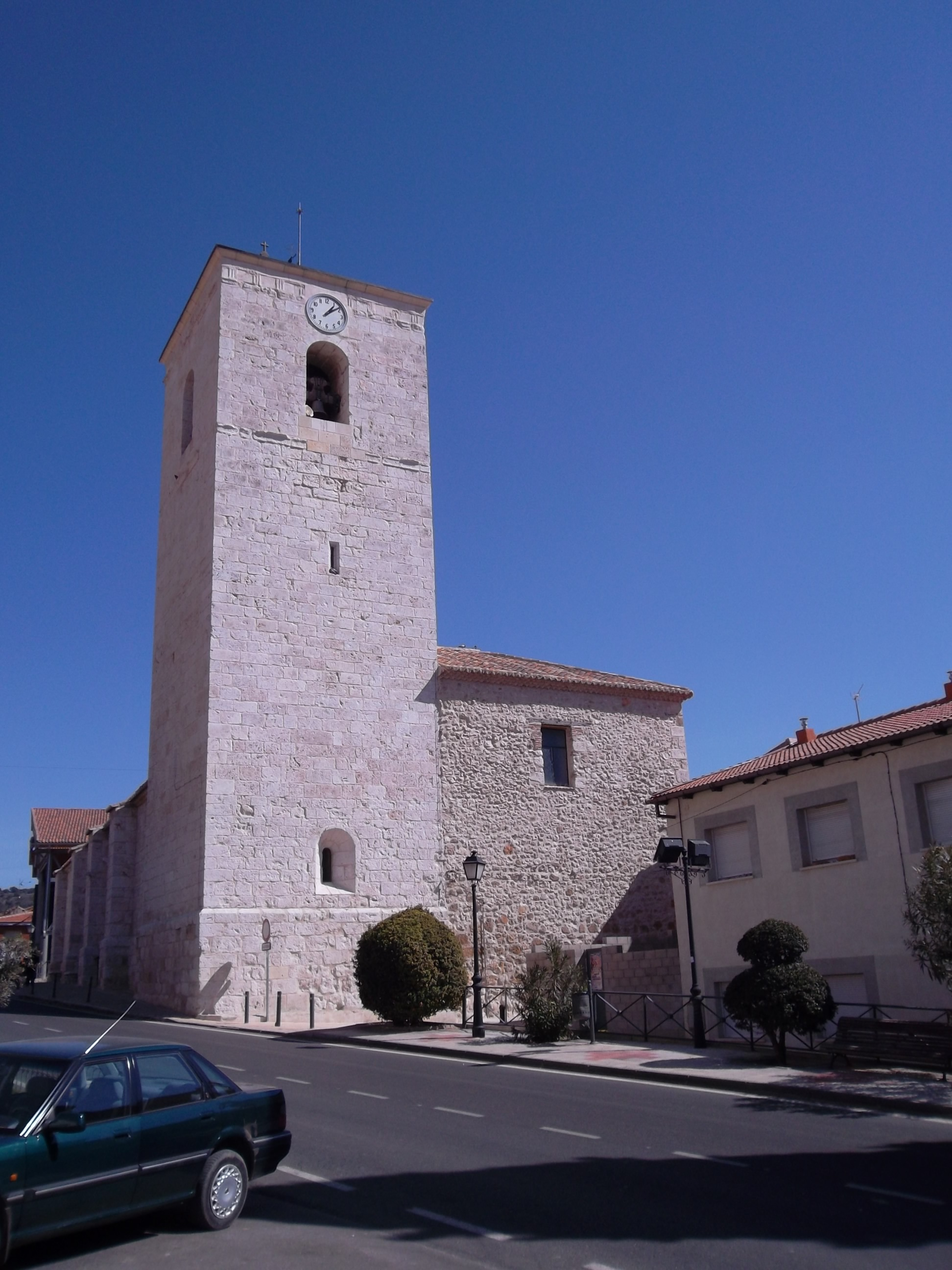
Iglesia parroquial

- Iglesia parroquial bajo la advocación de Santa Eulalia de Mérida,[11] del siglo XVI.
- Casona de los Marqueses de Chiloeches,[11] obra del siglo XVIII.
- Ermita de la Soledad.[11]
- Casona de Albolleque, que perteneció en el siglo XVI a la familia Guzmán de Guadalajara.

## Fiestas
- Fiestas patronales 14 de septiembre.
- Pasión Viviente. Sábado Santo.
- Romería de San Marcos, el 25 de abril.